# Govy
Angélique Adrianna Govy, qui a utilisé les pseudonymes Jimmy Owenns (2001), Kennedy James (2008) et, depuis 2015, son patronyme Govy, née le 12 avril 1981 à Mont-Saint-Aignan et morte le 18 août 2023 à Montivilliers,, est une plasticienne française.

## Biographie
Souffrant d'un trouble du spectre de l'autisme diagnostiqué en 2013, Govy s'est fortement engagée dans le mouvement pour les droits des personnes autistes. Son travail, titulaire d'un certain nombre de récompenses, a été exposé au Zendai MoMA de Shanghaï, à la Triennale de Milan, au centre d'art Wiels à Bruxelles, au Casoria Contemporary Art Museum, au Rosario museum de Sante Fe en Argentine, et lors de la Nuit blanche à Paris. 
Ses travaux les plus renommés sont son journal photographic-diary, tenu quotidiennement en 2000 et 2001, et sa série d'installations Serial Bondage (2006-2013). Ses sujets sont l'intime, la fiction, l'identité de genre (et le refus d'y être assigné) et le corps.